# Eviota fallax
Eviota fallax, tên thông thường là twin dwarfgoby, là một loài cá biển thuộc chi Eviota trong họ Cá bống trắng. Loài này được mô tả lần đầu tiên vào năm 2012.

## Từ nguyên
Từ fallax trong danh pháp của E. fallax theo tiếng Latinh có nghĩa là "giả tạo", ám chỉ sự tương đồng của chúng với loài họ hàng Eviota natalis.

## Phạm vi phân bố và môi trường sống
E. fallax có phạm vi phân bố ở vùng biển Tây Thái Bình Dương. Loài cá này được tìm thấy ở Indonesia (đảo Bali, đảo Sangihe, Tây Papua và quần đảo Banda); Papua New Guinea (ngoài khơi Kimbe, New Britain); quần đảo Solomon; Liên bang Micronesia (xung quanh các đảo Chuuk, Yap và đảo san hô Ngulu); và Nhật Bản (một số hòn đảo thuộc quần đảo Ryukyu). Mẫu vật của E. fallax được thu thập gần các rạn san hô và các mỏm đá phủ đầy tảo ở độ sâu khoảng từ 8 đến 31 m.

## Mô tả
Chiều dài cơ thể tối đa được ghi nhận ở E. fallax là 2 cm. Đầu và thân trong mờ, có màu trắng; vảy ở phần thân được viền cam. Trên đầu có nhiều vệt đốm màu trắng bạc. Ba vệt đốm màu cam trên bụng được ngăn cách bởi các vệt màu trắng. Một đốm lớn duy nhất màu cam nằm phía sau mắt và một dải vạch ngang màu cam chạy dọc theo cột sống, được ngăn cách bởi các vạch trắng. Một đốm trắng xuất hiện phía trên gốc vây ngực và gốc vây đuôi, và một loạt các chấm trắng nhỏ dọc theo gốc vây lưng. Nắp mang và mõm hơi có màu đỏ. Mắt đen, có viền vàng; mống mắt màu nâu sẫm với các vạch trắng bao quanh. Các vây trong suốt.
Số gai ở vây lưng: 7; Số tia vây ở vây lưng: 9 - 10; Số gai ở vây hậu môn: 1; Số tia vây ở vây hậu môn: 8; Số tia vây ở vây ngực: 16 - 17.